# Battaglia di Caporetto (storiografia)
All'indomani della disastrosa ritirata e dello sbandamento dell'esercito italiano a Caporetto si discusse, come era già accaduto per le pesanti sconfitte del 1866 a Custoza e a Lissa, se quello che era avvenuto fosse da addebitarsi a cause militari o politiche.

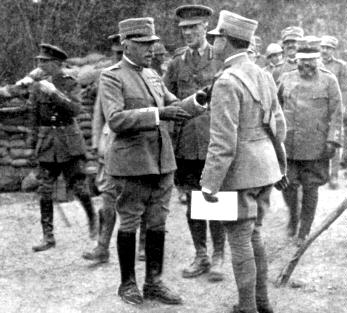
Il generale Luigi Cadorna in visita alle batterie inglesi

## Caporetto: sconfitta militare o politica?
Questa volta la sconfitta era stata così grave che ci si chiedeva se a Caporetto fosse venuta meno la saldezza e coesione della giovane nazione italiana.
Il primo comunicato di Cadorna al governo, bollettino che in seguito fu modificato ed attenuato dall'intervento della censura, dichiarava che «La mancata resistenza di reparti della II Armata vilmente ritiratasi senza combattere o ignominiosamente arresisi al nemico, ha permesso alle forze armate austro-germaniche di rompere la nostra ala sinistra sulla fronte giulia». Successivamente lo stesso generale però affermava che «L'esercito cede, vinto, non dal nemico esterno, ma dal nemico interno», volendo in questo modo attribuire la disfatta alle mancanze morali e politiche dell'intera nazione.
Superato lo stupore e lo sconforto generati dalla sconfitta, si cominciò ad affermare che le cause del disastro andassero ricercate nei gravi errori strategici militari che la commissione d'inchiesta, costituita dopo la guerra, mise in luce a carico dei vari Cadorna, Porro, Capello, Badoglio ecc., senza però accusarli direttamente, lasciando così tutt'intero il dilemma della Caporetto cedimento politico o militare.

## La storiografia divisa ideologicamente
Nella produzione storiografica seguente i fatti di Caporetto, si vennero formando due interpretazioni che risentivano fortemente dell'ambiente politico in cui si sviluppavano: sotto il regime fascista, che aveva promosso ad alte cariche Badoglio e Cadorna, si avanzarono tesi che mettevano in evidenza i "meriti" dei comandi militari, addossando tutte le responsabilità ai nemici politici socialisti, cattolici e giolittiani.
Saranno gli stessi storici fascisti che, nel periodo della Repubblica di Salò (1945) con il passaggio dell'esercito e di Badoglio nelle file degli alleati anglo-americani, rividero le tesi precedenti cominciando a mettere il risalto gli errori militari che avevano causato Caporetto.
Antonio Gramsci nei suoi Quaderni del carcere riflettendo su Caporetto rifiutava l'interpretazione che lo riduceva a puro fatto militare ma poiché «ogni fatto militare è anche un fatto politico e sociale» Caporetto era l'anticipazione di quella crisi profonda dello stato liberale che avrebbe portato agli avvenimenti insurrezionali del biennio rosso: lo sfogo sociale irrefrenabile di una rivoluzione mancata. I governi liberali sconteranno l'errore politico di non aver capito la necessità di «inserire il popolo nel quadro statale né ci riuscirono» e al posto della rivoluzione proletaria, tanto temuta, si ritroveranno con la "rivoluzione fascista".
Dopo l'instaurazione della Repubblica parlamentare italiana nel dopoguerra, la storiografia liberale con documenti incontrovertibili ha definitivamente messo in evidenza le responsabilità degli alti comandi militari ma nel contempo ha rivalutato l'azione militare di Cadorna pur sfrondandola dalla retorica fascista, negando nel contempo la teoria della rivoluzione fallita di Caporetto.
In definitiva la maggior parte dei giudizi, militari e storici, sugli eventi dell’autunno 1917, si dividono in due filoni principali. Il primo lega la rottura del fronte a Tolmino-Plezzo e la conseguente ritirata sul Piave in un unico nesso, costituente la cosiddetta disfatta di Caporetto. Il secondo, con una visione globale degli eventi e delle loro conseguenze, considera la rottura del fronte, la ritirata e la successiva vittoriosa battaglia d’arresto sulla linea Grappa-Piave come un unico ciclo operativo. «Laddove la vittoria riportata sulla linea Grappa_Piave, costituì non solamente la conclusione dell’offensiva austro-tedesca, ma addirittura il fallimento del programma degli Imperi Centrali di raggiungere la fine vittoriosa dell’intero conflitto, fatta apparire prossima dalla rivoluzione bolscevica (7 novembre) e dall’armistizio di Brest-Litovsk (15 dicembre)»

## La storiografia militare: le tattiche tedesche
Lo studio strategico della battaglia di Caporetto fu approfondito sin dalla commissione d'inchiesta dell'immediato dopoguerra, con tutti i già ricordati limiti del caso.
Molto meno praticata in Italia fu l'analisi tattica e tattico-strategica della sconfitta, né furono studiate adeguatamente le fonti nemiche, ovvero non le ragioni della sconfitta italiana, ma quelle della vittoria nemica.
Viceversa lo studio del "caso Caporetto" fu molto praticato, sia a livello strategico, che a livello tattico, dalla storiografia militare dello stato maggiore tedesco tra le due guerre. Caporetto, assieme ad altri celebri sfondamenti in Romania, sul Baltico e nelle Fiandre all'inizio del 1918, rappresenta una delle sperimentazioni delle tattiche (e delle strategie) di assalto e infiltrazione tedesche, replicate, copiate e migliorate poi da francesi, americani e forze del Commonwealth (in particolare canadesi e neozelandesi) negli ultimi mesi di guerra.
In particolar modo uno dei manuali per l'addestramento tattico dei sottotenenti e tenenti tedeschi alla fine degli anni trenta era basato sulle memorie di guerra di Erwin Rommel, all'epoca insegnante presso alcune accademie militari di fanteria, in cui Caporetto (e le battaglie sul fronte romeno) hanno una grande importanza proprio come casi tipici di assalto infiltrante. Rommel si era particolarmente distinto in questa campagna, sia nella fase di sfondamento (nella zona di monte Cucco) che nello sfruttamento del successo (fino a Longarone), i suoi ricordi sono solo una (anche se particolarmente famosa) delle innumerevoli memorie sistematizzate storiograficamente a scopo didattico o storico da parte degli ufficiali e degli storici militari tedeschi.
L'opinione di Rommel è quindi significativa, e conferma il cattivo rendimento delle truppe italiane, offrendo delle ipotesi interpretative per questo fatto. Riferendosi al grande successo con cui le sue truppe, subito dopo lo sfondamento, riuscirono a conquistare la seconda e la terza linea italiana, facendo un enorme numero di prigionieri, conclude: "Incomprensibile fu soprattutto il comportamento del primo reggimento della brigata Salerno sul Mrzil Vrh. La catastrofe era dovuta in questo caso al disorientamento e alla totale mancanza d'iniziativa. La massa (dei soldati), costituitasi in consiglio di guerra, minò l'autorità dei comandanti. Sarebbe bastata una sola mitragliatrice azionata da ufficiali per salvare forse la situazione (si riferisce ad un combattimento in cui con meno di una compagnia, ed in verità usando solo una squadra d'assalto, riuscì a catturare un intero reggimento) o per assicurare almeno un'onorevole fine al reggimento. (…) Durante i combattimenti che ebbero luogo dal 24 al 26 ottobre 1917, vari reggimenti italiani giudicarono la situazione come disperata e rinunziarono anzi tempo alla lotta quando si videro attaccati sul fianco o addirittura alle spalle. I comandanti italiani mancarono di fermezza. Non erano abituati alla nostra tattica offensiva molto agile e per di più non avevano abbastanza saldamente in mano i loro soldati. A questo bisogna aggiungere che la guerra contro la Germania non era popolare." (op. cit. p. 358) Rommel prosegue affermando che la reazione dei reparti italiani era molto differenziata, mentre alcuni battaglioni e reggimenti si arrendevano in massa, altri combattevano o si ritiravano di buon ordine.
Rommel, e concordemente con lui molti ufficiali tedeschi, attribuirono la sconfitta italiana sia a fattori morali-politici (la poca popolarità della guerra, la truppa indisciplinata, la stanchezza dei soldati dopo 12 offensive sanguinose), sia più strettamente militari: l'attacco a sorpresa, le nuove tattiche, l'uso sagace delle mitragliatrici leggere e dell'artiglieria, gli attacchi aggiranti come norma tattica inaspettata, la capacità di utilizzare piccoli distaccamenti in funzione offensiva, il superiore addestramento, l'abilità delle proprie truppe e in particolar modo dei propri sottufficiali, il grande spirito di corpo e l'aggressività delle divisioni d'élite impiegate per lo sfondamento.
Queste posizioni sono rientrate nella storiografia militare italiana molto successivamente, in particolar modo grazie a Fabio Mini e alle sue riflessioni sulla non linearità delle tattiche tedesche in quell'occasione, e sull'innovatività tattica delle formazioni tedesche. Insomma non va capito solo perché "i nostri" si batterono così male, ma anche perché "il nemico" si batté così bene. In particolare Mini, nella curatela dell'opera di Rommel, afferma "Nel piccolo mondo della tattica Rommel ci offre una ulteriore prospettiva diversa. Ci descrive, mentre egli stesso se ne meraviglia, gli effetti della sorpresa, non tanto in termini strategici ma in termini di stupefazione degli uomini. Una condizione inaspettate e incredibile che blocca ogni iniziativa. L'incapacità di reagire che egli vede negli italiani (…) che avvicina sorridendo con un fazzoletto al vento non è paura, e neppure consapevolezza della propria inferiorità di fronte all'avversario, ma è frutto della incapacità di concepire la novità. Dal punto di vista tattico l'esercito italiano non si dimostra debole nel morale generale ma si dimostra, come tutti gli eserciti del mondo di quel tempo, incapace di concepire e gestire una cosa banale come l'inaspettato. La linearità delle difese e la ricerca costante della simmetria delle forze sono l'espressione di una concezione strategica forse comprensibile, ma che piano piano assorbe energia psichica, annebbia il cervello, distorce la realtà e alla fine sottrae la capacità di reagire alla sorpresa e alla novità. Un cambiamento di direzione d'attacco (…) vale un crollo." (ibidem, p. 362).

## La storiografia della "rivoluzione fallita"
La storiografia di questi ultimi anni con le opere di Giancarlo Lehner, di Mario Isnenghi e di Paul Fussell offre un'interpretazione che tiene conto degli aspetti militari della ritirata di Caporetto ma anche di quelli politici.
In particolare Mario Isnenghi ne I vinti di Caporetto nella letteratura di guerra, pubblicata nel 1967, si rifaceva alle memorie degli ufficiali più vicini alle truppe dove risuonava l'eco del sordo dissenso dei soldati. L'opera dello storico contestava lo «schema patriottico della truppa convinta o al massimo "rassegnata", tipico tanto della propaganda fascista quanto della storiografia democratico-liberale erede dell'interventismo democratico»
Lehner evidenziava nelle sue opere le gravi inefficienze strategico militari dello Stato maggiore italiano, ma nello stesso tempo ricordava come sin dall'entrata in guerra vi fossero «l'estrema disorganizzazione e l'intima debolezza» dell'esercito italiano, ma anche la corruzione negli ambienti militari e industriali che frodavano sulle forniture. «Tutte queste deficienze ed altre erano i sintomi di un male endemico che sarebbe scoppiato fragorosamente a Caporetto ma che non si esaurirà in esso.»
Caporetto quindi non fu soltanto una sconfitta militare, ma essa fu «effettivamente accompagnata da una sorta di sciopero, dall'insubordinazione generalizzata, dalla diserzione in massa, da un diffuso spirito di rivolta e di protesta… che avrebbe potuto trasformarsi in un'impresa rivoluzionaria di grande e sconvolgente portata»
Significative a questo proposito le lettere dal fronte spedite dai soldati alle loro famiglie; scrive uno di loro: «[…] Vi voglio raccontare un pochino come me la passo io qui, come ci trattano al fronte. (…) Si fa altro che maledire i nostri superiori (così si devono chiamare perché galonati) che vogliono tante mondizie, dico mondizie perché è fuori di ogni imaginazione. (…) Sino che eravano al masatoio cioè in prima linea, in rischio di farci macelare ogni minuto, e ci trattavano un po' meglio (perché avevano paura più di noi, e quando si fava per avanzare cridavano avanti, avanti altrimenti vi sparo.»
La protesta era stata alimentata nei mesi precedenti dal disfattismo, diffuso nel popolo e in alcuni reparti dei soldati dove agiva la propaganda dei gruppi massimalisti socialisti che glorificavano la rivoluzione bolscevica come esempio da seguire secondo gli appelli della Terza Internazionale ad una rivoluzione mondiale del proletariato, ma anche dal rifiuto della guerra dei cattolici che raccoglievano il messaggio pacifista del pontefice Benedetto XV.
Un pacifismo diffuso in entrambi i fronti contrapposti che portava ad episodi come quello descritto da un fante italiano alla sua famiglia: «Oggi la S. festa di risurrezione ne cia portato, anche a noi poveri soldati al fronte alcune ore di quella Pace da tanto tempo sospirata (...) nemmeno un colpo di fucile si fa più sentire. Delle bandieruole bianche sventolano dalla parte, del nemico, e dei gruppi si tacano del suo stelle, venindo verso di noi. Faciamo anche noi altrettanto, andiamo incontro a loro, li incontramo, ci diamo amichevolmente la mano scambiandosi dei zigareti e tabaco, e pane. Pasiamo alcune ore per il campo pasegiando asieme, che per noi era divenuto un paradiso terrestre. Mai ai che un colpo di canone tirato in aria da una parte e dellaltra, si fa sentire il segnale della separazione ci separamo mal volentieri perché sapevano che tornavamo nemici".

### L'inerzia dei socialisti
Se la rivoluzione non scoppiò, secondo la moderna storiografia questo è da addebitarsi ai timori dei dirigenti del partito socialista che sin dall'inizio della guerra avevano tenuto un atteggiamento ambiguo riguardo alla partecipazione delle masse operaie con la formula «non aderire né sabotare» e che ora si trovarono di fronte ad un evento che li sorprendeva e li impauriva: anziché approfittare delle possibilità rivoluzionarie di una massa di sbandati già armati ed addestrati a combattere, che avevano bisogno solo di chi li organizzasse e guidasse, rivolsero appelli alla resistenza come fecero i dirigenti socialisti Turati e Treves. Turati dichiarava apertamente nel discorso alla Camera dei deputati del 22 dicembre 1917 «che la disfatta fu l'effetto inevitabile di errori militari madornali ed imperdonabili e che i famosi sbandamenti furono l'effetto e non la causa», ma insieme a Treves nell'articolo Proletariato e resistenza dichiaravano anche «l'atroce dolore per il danno e il lutto e la ferma volontà di combattere di resistere fino all'estremo».
Turati farà sua l'espressione del capo del governo Vittorio Emanuele Orlando: «Al Monte Grappa è la patria», dimostrando come le istanze nazionaliste, una delle cause della guerra, avevano fatto proseliti nell'internazionalismo socialista. Ma anche i cosiddetti massimalisti, più vicini alle tesi leniniste della guerra imperialista come prodroma ad una rivoluzione proletaria, rimasero inerti non approfittando della situazione pre-rivoluzionaria.

### La ripresa della guerra patriottica
Così comandi militari e autorità civili poterono riprendere il controllo della situazione, anche ricorrendo a decine di esecuzioni sommarie in pochi giorni, sino alla ripresa della guerra "nazionale e patriottica" dove quegli stessi italiani «stanchi, demoralizzati e mal comandati» respinsero oltre i confini quegli stessi austriaci che in pochi giorni erano avanzati sino al Piave.
Questo cambiamento del morale dei combattenti italiani non si spiegherebbe se non si considerasse che subito dopo Caporetto si decise di prendere celermente dei provvedimenti per migliorare le gravi condizioni materiali e morali dei soldati; si ricorse anche alla propaganda diffondendo giornali di trincea, con molte illustrazioni e caricature comprensibili da tutti, e alla istituzione di un ufficio di propaganda denominato Servizio P, con al suo interno ufficiali e intellettuali come lo storico Gioacchino Volpe o lo scrittore Giuseppe Prezzolini.
La guerra verrà così giustificata ideologicamente per la necessità di stabilire un giusto ordine interno e internazionale senza trascurare di evidenziare i concreti vantaggi conseguiti da un'eventuale vittoria che avrebbe portato allo ristabilimento dei nostri confini "naturali".

## Caporetto nella letteratura
L'interpretazione di Caporetto come rivoluzione fallita si ritrova anche in Curzio Malaparte, il discusso scrittore che aveva aderito al fascismo sin dal 1920, che scrive: «Il fenomeno di Caporetto, è un fenomeno schiettamente sociale. È una rivoluzione. È la rivolta di una classe, cioè della fanteria, di una mentalità, di uno stato d'anime, contro un'altra classe, un'altra mentalità, un altro stato d'animo. È la rivolta della "trincea" contro i "boschi", retoricamente patriottici e umanitari. È una forma di lotta di classe. C'era del sanculotto nel fante».
A distanza di molti anni da questo giudizio ne troviamo uno corrispondente in un'opera di Alessandro Baricco, Memoriale di Caporetto, che rifacendosi agli studi storiografici di Mario Isnenghi sull'argomento e sui verbali dei tribunali militari prima e dopo la ritirata, ripropone l'interpretazione della sconfitta come una rivoluzione fallita dei soldati, «Quel corteo di folli gonfio di rancore e liberato da qualsiasi disciplina» che nello stesso periodo in cui diveniva realtà l'"incubo bolscevico" della rivoluzione russa, quegli «straccioni armati» avrebbero potuto sfogare la loro rabbia prima contro i comandanti e poi contro i borghesi che li avevano mandati a morire «E invece marciarono mansueti».

## Documentazione fotografica
La Battaglia di Caporetto, e la Prima Guerra Mondiale in genere, verranno inoltre documentate dall'opera fotografica di Giuseppe Pessina.

### Testi letterari
La battaglia di Caporetto è anche protagonista di diversi testi letterari, a carattere narrativo o più spesso memoriale.
- Il romanzo più celebre è Addio alle armi, di Ernest Hemingway, parzialmente basato sulle esperienze dello scrittore come infermiere del Regio Esercito Italiano.
- Ardengo Soffici, ai tempi ufficiale di collegamento, descrive lo sbando delle truppe italiane ne La ritirata del Friuli (1920).
- Il resoconto drammatico di Filippo Tommaso Marinetti si ritrova nei suoi Taccuini 1916-1922 (Il Mulino, Bologna, 1987).
- Dalla rotta di Caporetto prende anche le mosse il saggio La rivolta dei santi maledetti di Curzio Malaparte in La Rassegna Internazionale, Roma (1921).
- Alessandro Baricco tratta di Caporetto come "rivoluzione fallita" in una sezione, intitolata Memoriale di Caporetto, del romanzo storico Questa storia edito da Fandango nel 2005